# Mooa
Cet article possède un paronyme, voir Moa.
Mooa est une île située à environ 1,5 km à l'est de l'île de Whalsay, dans l'archipel des Shetland, en Écosse.

## Description
Il s'agit d'une île inhabitée située à environ 500 m au nord-est de l'île d'Isbister Holm, et à une vingtaine de mètres au sud-ouest de l'île de Nista. Son point culminant est à 16 mètres (54 feet high).

### Article annexe
- Liste des îles des Shetland